# Roßweiher
Das Naturschutzgebiet (NSG) Roßweiher liegt östlich der baden-württembergischen Stadt Maulbronn im Enzkreis. Es umfasst den gut vier Hektar großen Roßweiher, einen der Weiher des Klosters Maulbronn, sowie angrenzende Flächen.

## Weiher
Nach geoarchäologischen Untersuchungen liegt der Weiher in einer Senke der Stuttgart-Formation (ältere Bezeichnung: Schilfsandstein), in deren obersten Schichten wasserundurchlässiger Tonstein anzutreffen ist. Vor den menschlichen Eingriffen war der Roßweiher ein sogenannter Himmelsteich, der hauptsächlich von den Niederschlägen in der Mulde gespeist wurde und in trockenen und heißen Phasen trockenfallen konnte. Die ältesten Sedimente oberhalb der Stuttgart-Formation können ins Frühmittelalter datiert werden und stehen möglicherweise mit damaligen Rodungen im Zusammenhang.
Mönche des 1147 gegründeten Klosters Maulbronn bezogen den Roßweiher in ein System aus Seen, Weihern und Gräben ein, das der Fischzucht und der Wasserversorgung des Klosters diente. Außer dem Roßweiher sind heute noch der Aalkistensee, der Tiefe See und der Hohenackersee erhalten. Am Roßweiher wurden Zulaufgräben angelegt, die das Einzugsgebiet Richtung Schefenackerwald im Südwesten und Hamberg/Eichelberg im Südosten um ein Vielfaches vergrößerten. Die Grabenverläufe sind bis heute im Gelände, vor allem in Waldgebieten, nachzuvollziehen. Der Graben Richtung Südosten überschritt die Wasserscheide zwischen Rhein und Neckar, die wenige 100 Meter östlich des Weihers liegt. Zudem wurde ein Kanal als Abfluss zum Tiefen See und damit zur Salzach geschaffen, der heute auf 280 Meter unterirdisch verläuft und eine lichte Weite von 40 Zentimeter hat. Der Wasserstand des Weihers konnte über einen Mönch – eine Stau- und Ablassvorrichtung im Norden des Weihers – reguliert werden. Innerhalb des Wasserversorgungssystems des Klosters hatte der Roßweiher die Funktion eines Speichersees. Wenn der Tiefe See erschöpft war, wurde Wasser aus dem Rossweiher genutzt, um die Klostermühle weiterbetreiben zu können. Nach einem Bericht von 1810 scheint es regelmäßig Konflikte zwischen See- und Mühlenpächter gegeben zu haben.
Durch die Sedimentation seit dem Frühmittelalter hat sich die Gewässerfläche um etwa zwei Drittel und das Volumen um rund vier Fünftel verringert; das heutige Volumen beträgt rund 30.000 Kubikmeter.
Wichtige Abschnitte der Zulaufgräben sind heute unterbrochen, so dass sich das Einzugsgebiet des Roßweihers wesentlich verkleinert hat. Der Wasserspiegel des Weihers unterliegt deutlichen jährlichen und jahreszeitlichen Schwankungen. In Jahren mit wenig Niederschlägen kann der See im Hoch- und Spätsommer trockenfallen. In der Regel liegt heute der Wasserspiegel unterhalb der Sohle des Abflussöffnung zur Salzach, so dass kein Abfluss erfolgt. Mitunter wird der Weiher ganz oder teilweise abgelassen (Sömmerung), was einzelne Pflanzen zum Aussamen veranlasst. Der Roßweiher wird auch heute noch zur Aufzucht von Jungfischen genutzt.
1937 wurden der Weiher und das ihn umgebende Gebiet zum Naturschutzgebiet erklärt. Damit ist es eines der ältesten im heutigen Baden-Württemberg.

## Weitere Schutzgebiete
Der früher von den Mönchen der Zisterzienserabtei Maulbronn zur Fischzucht genutzte Weiher gehört als Teil der das Kloster umgebenden Kulturlandschaft zum von der UNESCO ausgezeichneten Weltkulturerbe. Das Naturschutzgebiet liegt im Naturpark Stromberg-Heuchelberg, zudem ist es Teil des FFH-Gebiets Stromberg und des Vogelschutzgebiets Weiher bei Maulbronn. Das Gebiet ist außerdem als besonders geschütztes Biotop nach § 32 Naturschutzgesetz Baden-Württemberg eingestuft.